# 브록노랑귀박쥐
브록노랑귀박쥐(Vampyriscus brocki)는 주걱박쥐과(신세계잎코박쥐과)에 속하는 박쥐의 일종이다. 남아메리카의 토착종으로 브라질과 콜롬비아, 기아나, 수리남, 프랑스령 기아나 그리고 페루에서 발견된다. 상록수 숲에서 서식한다. 주로 과일을 먹는다. 우기철에 번식을 한다.